# Ardeuil-et-Montfauxelles
Ardeuil-et-Montfauxelles, généralement appelée simplement Ardeuil, est une commune française située dans le département des Ardennes, en région Grand Est.

## Géographie
|       | Marvaux-Vieux            |          |
| Manre | Ardeuil-et-Montfauxelles | Séchault |
|       | Gratreuil (Marne)        |          |

Ardeuil-et-Montfauxelles est un petit village français, situé dans le département des Ardennes et dans la région de Champagne-Ardenne.
Ses habitants sont appelés les Ardeuillais et les Ardeuillaises.
La commune s'étend sur 4,3 km2 et compte 83 habitants depuis le dernier recensement de la population datant de 2012. Avec une densité de 19 habitants par km2, Ardeuil-et-Montfauxelles a connu une nette hausse de 13,2 % de sa population par rapport à 1999.
Entourée par les communes de Séchault, Manre, Marvaux-Vieux et Gratreuil, Ardeuil-et-Montfauxelles est située à 43 km au nord-est de Châlons-en-Champagne la plus grande ville des environs.
Situé à 115 mètres d'altitude, le ruisseau d'Alin est un affluent de la rivière l'Aisne et du ruisseau de la Cheppe. Celui-ci est le principal cours d'eau qui traverse la commune d'Ardeuil-et-Montfauxelles et neuf autres communes françaises réparties sur deux départements.

### Hydrographie
La commune est dans la région hydrographique « la Seine du confluent de l'Oise (inclus) à l'embouchure » au sein du bassin Seine-Normandie. Elle est drainée par le ruisseau d'Alin, le cours d'eau 01 de la commune d'Ardeuil-et-Montfauxelles, le Fossé d'Ivrogne et le Fossé 02 de la commune d'Ardeuil-et-Montfauxelles,.
Le ruisseau d'Alin, d'une longueur de 17 km, prend sa source dans la commune de Aure et se jette  dans l'Aisne à Brécy-Brières, après avoir traversé huit communes.

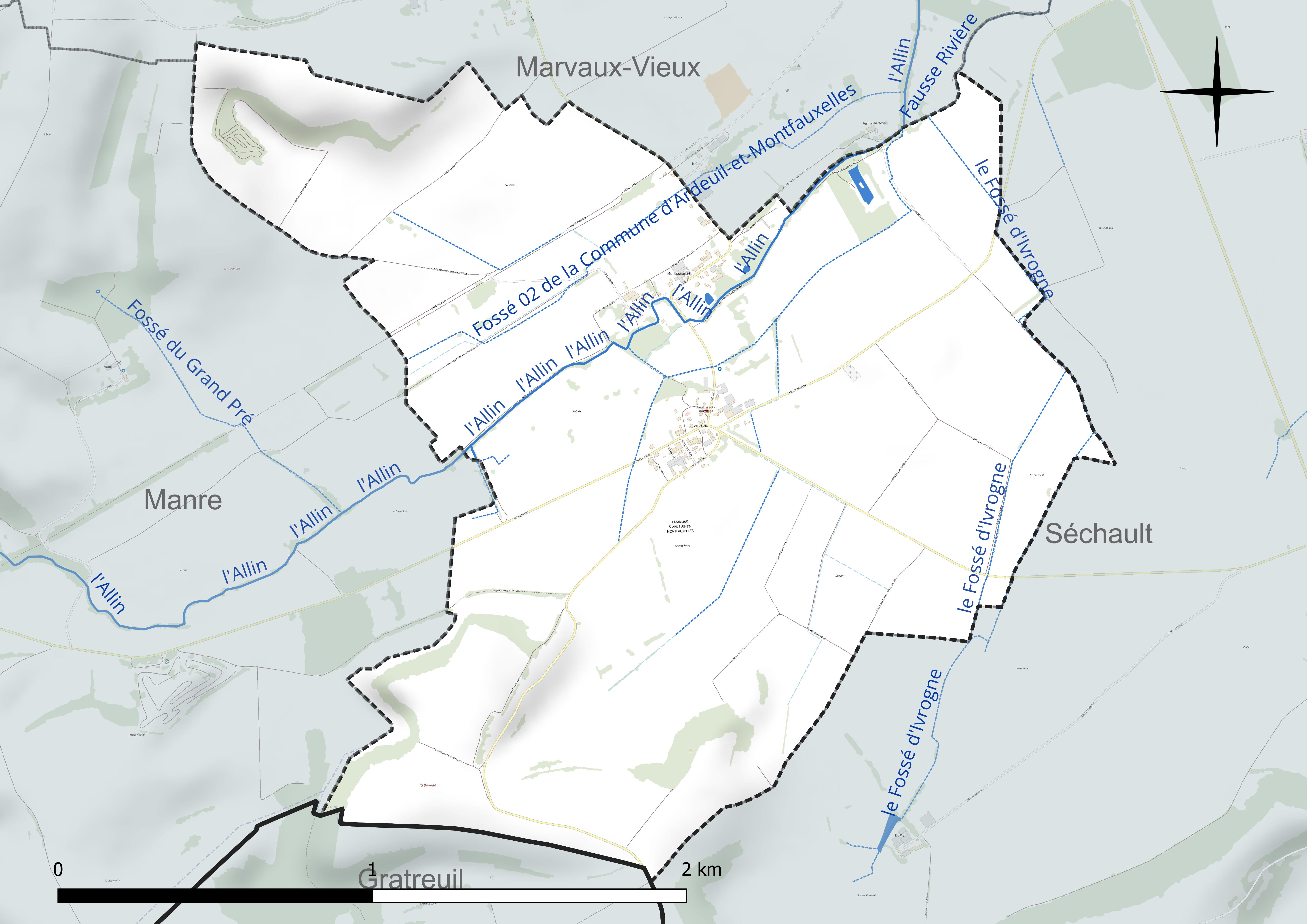
Réseaux hydrographique d'Ardeuil-et-Montfauxelles.

### Climat
Pour des articles plus généraux, voir Climat du Grand Est et Climat des Ardennes.
En 2010, le climat de la commune est de type climat des marges montargnardes, selon une étude du Centre national de la recherche scientifique s'appuyant sur une série de données couvrant la période 1971-2000. En 2020, Météo-France publie une typologie des climats de la France métropolitaine dans laquelle la commune est exposée à un climat océanique altéré et est dans la région climatique Nord-est du bassin Parisien, caractérisée par un ensoleillement médiocre, une pluviométrie moyenne régulièrement répartie au cours de l’année et un hiver froid (3 °C).
Pour la période 1971-2000, la température annuelle moyenne est de 10,3 °C, avec une amplitude thermique annuelle de 15,7 °C. Le cumul annuel moyen de précipitations est de 802 mm, avec 12,6 jours de précipitations en janvier et 8,9 jours en juillet. Pour la période 1991-2020, la température moyenne annuelle observée sur la station météorologique de Météo-France la plus proche, « Montcheutin_sapc », sur la commune de Montcheutin à 9 km à vol d'oiseau, est de 11,0 °C et le cumul annuel moyen de précipitations est de 721,9 mm. 
La température maximale relevée sur cette station est de 41,2 °C, atteinte le 25 juillet 2019 ; la température minimale est de −15,5 °C, atteinte le 20 décembre 2009,,.
Les paramètres climatiques de la commune ont été estimés pour le milieu du siècle (2041-2070) selon différents scénarios d'émission de gaz à effet de serre à partir des nouvelles projections climatiques de référence DRIAS-2020. Ils sont consultables sur un site dédié publié par Météo-France en novembre 2022.

## Urbanisme

### Typologie
Au 1er janvier 2024, Ardeuil-et-Montfauxelles est catégorisée commune rurale à habitat très dispersé, selon la nouvelle grille communale de densité à 7 niveaux définie par l'Insee en 2022.
Elle est située hors unité urbaine. Par ailleurs la commune fait partie de l'aire d'attraction de Vouziers, dont elle est une commune de la couronne,. Cette aire, qui regroupe 45 communes, est catégorisée dans les aires de moins de 50 000 habitants,.

### Occupation des sols
L'occupation des sols de la commune, telle qu'elle ressort de la base de données européenne d’occupation biophysique des sols Corine Land Cover (CLC), est marquée par l'importance des territoires agricoles (100 % en 2018), une proportion identique à celle de 1990 (100 %). La répartition détaillée en 2018 est la suivante : terres arables (69,4 %), prairies (20,7 %), zones agricoles hétérogènes (9,9 %). L'évolution de l’occupation des sols de la commune et de ses infrastructures peut être observée sur les différentes représentations cartographiques du territoire : la carte de Cassini (XVIIIe siècle), la carte d'état-major (1820-1866) et les cartes ou photos aériennes de l'IGN pour la période actuelle (1950 à aujourd'hui).

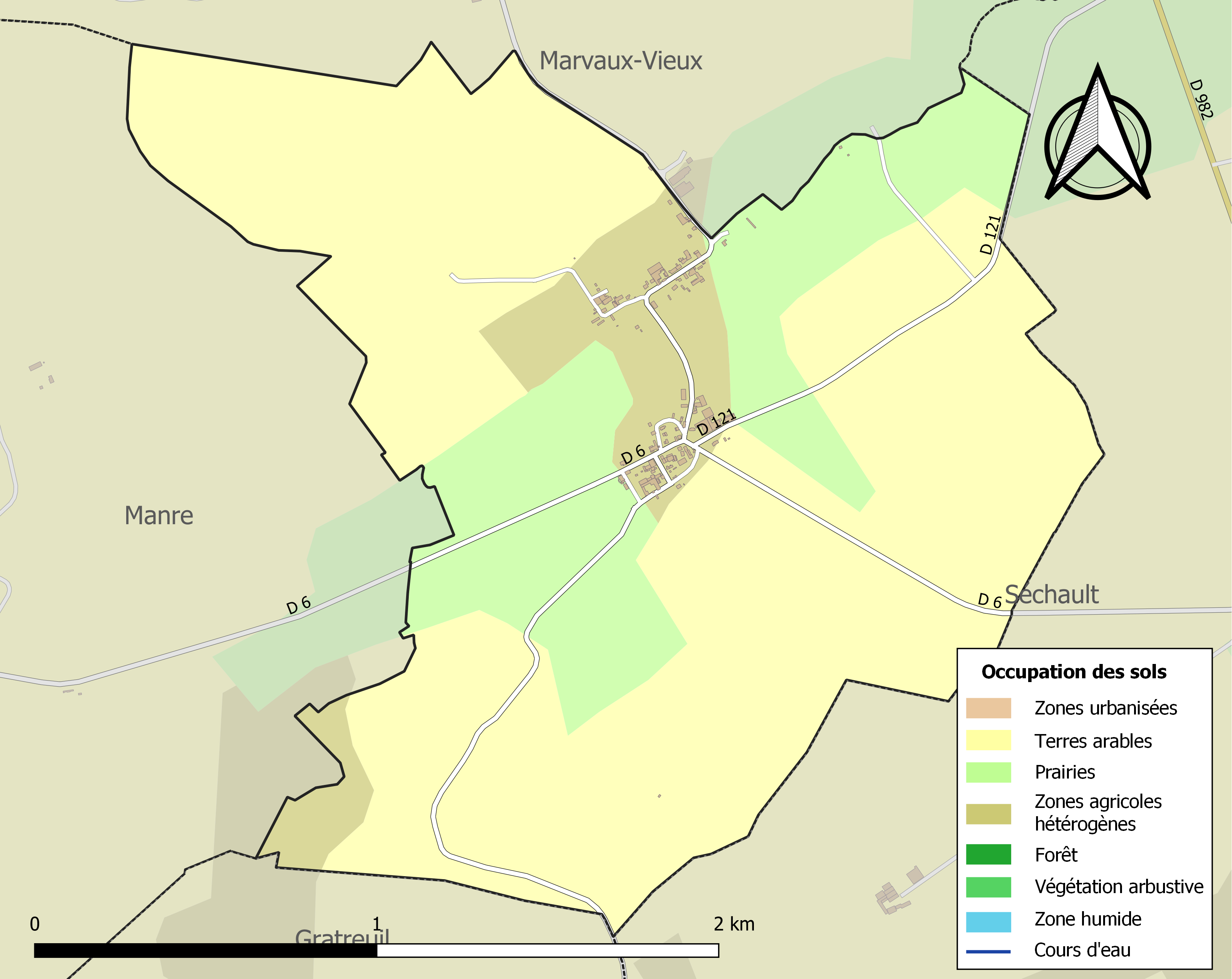
Carte des infrastructures et de l'occupation des sols de la commune en 2018 (CLC).

## Histoire
Cette commune a été à proximité des lieux de combat durant la Première Guerre mondiale. C'est ici que Freddie Stowers a trouvé la mort.

## Politique et administration
| Période                                  | Période  | Identité          | Étiquette | Qualité  |
| ---------------------------------------- | -------- | ----------------- | --------- | -------- |
| 1879                                     |          | Vérut             |           |          |
| Les données manquantes sont à compléter. |          |                   |           |          |
| avant 1981                               | ?        | M. Maurice Noizet |           |          |
|                                          | 2020     | M. George Pinçon  | SE        | Retraité |
| 3 juillet 2020                           | En cours | Fabrice Marchand  |           |          |

## Démographie
L'évolution du nombre d'habitants est connue à travers les recensements de la population effectués dans la commune depuis 1793. Pour les communes de moins de 10 000 habitants, une enquête de recensement portant sur toute la population est réalisée tous les cinq ans, les populations de référence des années intermédiaires étant quant à elles estimées par interpolation ou extrapolation. Pour la commune, le premier recensement exhaustif entrant dans le cadre du nouveau dispositif a été réalisé en 2005.

En 2022, la commune comptait 79 habitants, en évolution de +12,86 % par rapport à 2016 (Ardennes : −2,97 %, France hors Mayotte : +2,11 %).
| 1793 | 1800 | 1806 | 1821 | 1831 | 1836 | 1841 | 1846 | 1851 |
| ---- | ---- | ---- | ---- | ---- | ---- | ---- | ---- | ---- |
| 91   | 102  | 96   | 109  | 213  | 215  | 202  | 191  | 192  |

| 1866 | 1872 | 1876 | 1881 | 1886 | 1891 | 1896 | 1901 | 1906 |
| ---- | ---- | ---- | ---- | ---- | ---- | ---- | ---- | ---- |
| 201  | 172  | 160  | 166  | 176  | 173  | 170  | 164  | 181  |

| 1911 | 1921 | 1926 | 1931 | 1936 | 1946 | 1954 | 1962 | 1968 |
| ---- | ---- | ---- | ---- | ---- | ---- | ---- | ---- | ---- |
| 144  | 81   | 124  | 138  | 132  | 121  | 143  | 143  | 120  |

| 1975 | 1982 | 1990 | 1999 | 2005 | 2006 | 2010 | 2015 | 2020 |
| ---- | ---- | ---- | ---- | ---- | ---- | ---- | ---- | ---- |
| 91   | 89   | 91   | 76   | 89   | 88   | 85   | 72   | 76   |

| 2022 | - | - | - | - | - | - | - | - |
| ---- | - | - | - | - | - | - | - | - |
| 79   | - | - | - | - | - | - | - | - |

## Lieux et monuments
Le ruisseau d'Alin et l'église Notre-Dame.

## Personnalités liées à la commune
- Freddie Stowers (1896-1918), seul soldat afro-américain à avoir reçu la Medal of Honor, plus haute distinction des États-Unis, pour sa bravoure durant la Première Guerre mondiale. Il est mort lors de l'assaut de la Côte 188, une colline dominant une ferme près d'Ardeuil-et-Montfauxelles.